# 恩貴島
恩貴島（おきしま）は、大阪府大阪市此花区の地名。明治から昭和の町名として、恩貴島南之町（おきじまみなみのちょう）・恩貴島北之町（おきじまきたのちょう）があり、現在の伝法・酉島・島屋・春日出北・春日出中の各地域にまたがった。

## 歴史
江戸期から明治22年（1889年）までの村名として恩貴島新田があり、摂津国西成郡に属した。はじめ沖島と呼ばれる場所があり、元禄年間（1688 - 1704年）に行われた大宮仁左衛門による開発で沖島新田となった。宝暦2年（1752年）に島屋市兵衛（島屋新田の開発者）の所有になった後、宝暦9年（1759年）の正蓮寺川の開削で南北に分かれ、南側は南沖島、北側は北沖島と俗称されるようになる。たびたび堤防が決壊したことから、安永7年（1778年）に恩貴島新田へと改称。明治2年（1869年）より大阪府に属した。

### 沿革
- 1889年（明治22年）、川北村の大字となり、西成郡川北村大字恩貴島新田となる[1]。
- 1897年（明治30年）、大阪市西区の大字となり、西区川北大字恩貴島となる[5]。
- 1900年（明治33年）、西区の町名として恩貴島南之町・恩貴島北之町となる[2]。
- 1925年（大正14年）、両町ともに此花区に転属[2]。
- 1926年（大正15年）、恩貴島南之町の一部が春日出町下1 - 2丁目となる[6]。
- 1960年（昭和35年）、恩貴島北之町が酉島町1 - 9丁目、伝法町南1 - 3丁目に編入され、消滅[7]。
- 1975年（昭和50年）、恩貴島南之町が島屋1 - 6丁目、春日出北1 - 3丁目、春日出中1 - 3丁目となり、消滅[8]。

## その後の恩貴島
行政地名としての恩貴島がなくなった後も、正蓮寺川に架かる恩貴島橋（伝法6丁目、酉島1丁目、春日出北1・2丁目）や、恩貴島公園（春日出南3丁目）、恩貴島緑地（同）などにその名が残る。
2013年（平成25年）には恩貴島地域活動協議会が設立された。